# Jevaughn Minzie
Jevaughn Minzie (20 luglio 1995) è un velocista giamaicano.

## Palmarès
| Anno | Manifestazione  | Sede           | Evento      | Risultato  | Prestazione | Note |
| ---- | --------------- | -------------- | ----------- | ---------- | ----------- | ---- |
| 2012 | Mondiali U20    | Barcellona     | 4×100 m     | Argento    | 38"97       |      |
| 2014 | Mondiali U20    | Eugene         | 100 m piani | Semifinale | 10"43       |      |
| 2014 | Mondiali U20    | Eugene         | 200 m piani | Semifinale | 20"77       |      |
| 2014 | Mondiali U20    | Eugene         | 4×100 m     | Bronzo     | 39"12       |      |
| 2016 | Giochi olimpici | Rio de Janeiro | 4×100 m     | Oro        | 37"27       |      |
| 2017 | World Relays    | Nassau         | 4×100 m     | Batteria   | dnf         |      |
| 2019 | World Relays    | Yokohama       | 4×200 m     | Batteria   | dq          |      |
| 2021 | Giochi olimpici | Tokyo          | 4×100 m     | 4º         | 37"84       |      |